# Пітер Еванс
Пі́тер Е́ванс (англ. Peter Evans; нар. 1 серпня 1961) — австралійський плавець, олімпійський чемпіон.

## Виступи на Олімпіадах
| Олімпіада         | Дисципліна                    | Місце     |
| ----------------- | ----------------------------- | --------- |
| Москва 1980       | плавання на 100 метрів брасом | 3         |
| Москва 1980       | плавання на 200 метрів брасом | 4 h1 r1/2 |
| Москва 1980       | комплексна естафета 4 × 100   | 1         |
| Лос-Анджелес 1984 | плавання на 100 метрів брасом | 3         |
| Лос-Анджелес 1984 | плавання на 200 метрів брасом | 17        |
| Лос-Анджелес 1984 | комплексна естафета 4 × 100   | 3         |